# Démouville
Démouville est une commune française, située dans le département du Calvados en région Normandie, peuplée de 3 017 habitants.

## Géographie

### Localisation
Démouville se situe dans la banlieue de Caen, à 7 km de la ville.
| Giberville | Cuverville | Sannerville                         |
| Giberville | Démouville | Sannerville, Banneville-la-Campagne |
| Giberville | Cagny      | Cagny                               |

### Relief
La superficie de la commune est de 356 hectares ; son altitude varie entre 13 et 29 mètres.

### Voies de communication et transports
Démouville est desservie par les lignes 11, 11 express, 112, 115 et F3 des transports en commun de l'agglomération caennaise. Sa zone industrielle est desservie par la ligne 31 de ce même réseau ainsi que la ligne BV36 des Bus Verts du Calvados.
L'autoroute A13 traverse le sud de la ville parallèlement à la route départementale 675 (anciennement route nationale 175).

### Hydrographie
La commune est située dans le bassin Seine-Normandie. Elle est drainée par le Biez,.

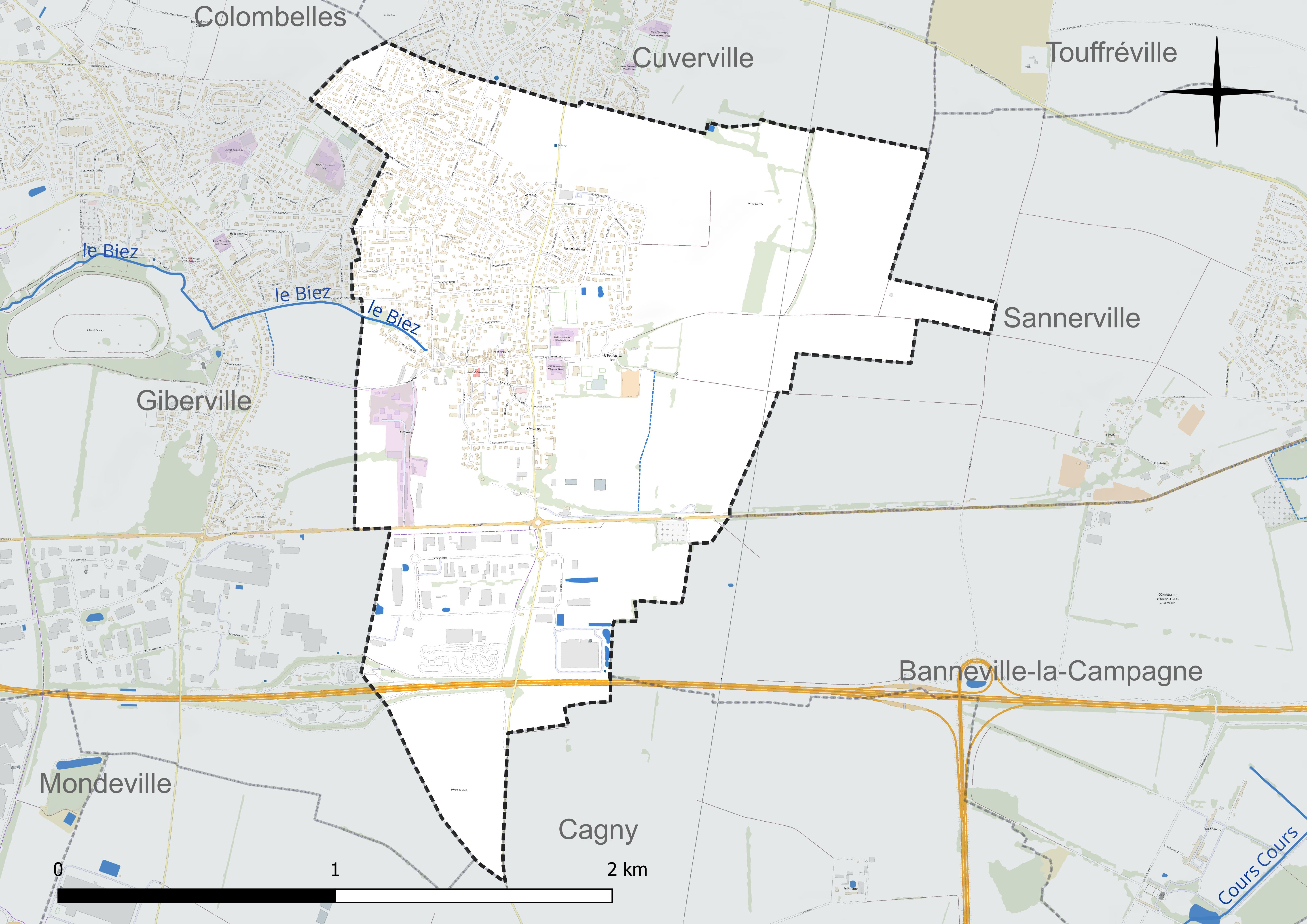
Réseau hydrographique de Démouville.

### Climat
Pour des articles plus généraux, voir Climat de la Normandie et Climat du Calvados.
En 2010, le climat de la commune est de type climat océanique altéré, selon une étude du CNRS s'appuyant sur une série de données couvrant la période 1971-2000. En 2020, Météo-France publie une typologie des climats de la France métropolitaine dans laquelle la commune est exposée à un climat océanique et est dans la région climatique  Normandie (Cotentin, Orne), caractérisée par une pluviométrie relativement élevée (850 mm/a) et un été frais (15,5 °C) et venté. Parallèlement le GIEC normand, un groupe régional d'experts sur le climat, différencie quant à lui, dans une étude de 2020, trois grands types de climats pour la région Normandie, nuancés à une échelle plus fine par les facteurs géographiques locaux. La commune est, selon ce zonage, exposée à un « climat des plateaux abrités », correspondant à la plaine agricole de Caen à Falaise, sous le vent des collines de Normandie et proche de la mer, se caractérisant par une pluviométrie et des contraintes thermiques modérées.
Pour la période 1971-2000, la température annuelle moyenne est de 10,9 °C, avec  une amplitude thermique annuelle de 12,3 °C. Le cumul annuel moyen de précipitations est de 657 mm, avec 11,7 jours de précipitations en janvier et 7 jours en juillet. Pour la période 1991-2020, la température moyenne annuelle observée sur la station météorologique la plus proche, située sur la commune d'Argences à 10 km à vol d'oiseau, est de 11,6 °C et le cumul annuel moyen de précipitations est de 742,9 mm,. Pour l'avenir, les paramètres climatiques de la commune estimés pour 2050 selon différents scénarios d'émission de gaz à effet de serre sont consultables sur un site dédié publié par Météo-France en novembre 2022.

## Urbanisme

### Typologie
Au 1er janvier 2024, Démouville est catégorisée grand centre urbain, selon la nouvelle grille communale de densité à 7 niveaux définie par l'Insee en 2022.
Elle appartient à l'unité urbaine de Caen, une agglomération intra-départementale dont elle est une commune de la banlieue,. Par ailleurs la commune fait partie de l'aire d'attraction de Caen, dont elle est une commune du pôle principal,. Cette aire, qui regroupe 296 communes, est catégorisée dans les aires de 200 000 à moins de 700 000 habitants,.

### Occupation des sols
L'occupation des sols de la commune, telle qu'elle ressort de la base de données européenne d'occupation biophysique des sols Corine Land Cover (CLC), est marquée par l'importance des territoires agricoles (55,1 % en 2018), en diminution par rapport à 1990 (74 %). La répartition détaillée en 2018 est la suivante : 
terres arables (55,1 %), zones urbanisées (30,5 %), zones industrielles ou commerciales et réseaux de communication (14,3 %). L'évolution de l'occupation des sols de la commune et de ses infrastructures peut être observée sur les différentes représentations cartographiques du territoire : la carte de Cassini (XVIIIe siècle), la carte d'état-major (1820-1866) et les cartes ou photos aériennes de l'IGN pour la période actuelle (1950 à aujourd'hui).

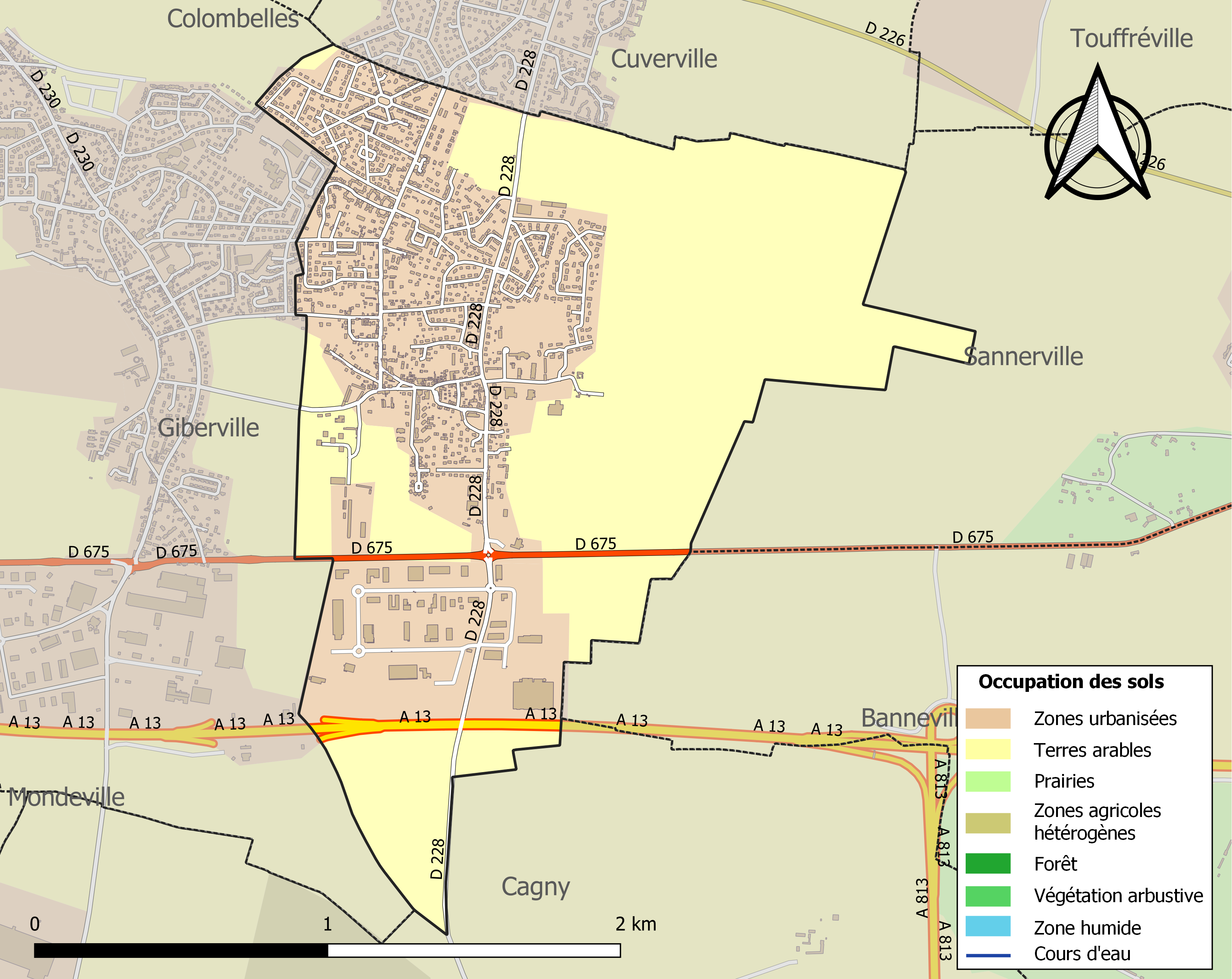
Carte des infrastructures et de l'occupation des sols de la commune en 2018 (CLC).

## Toponymie
Le nom de la localité est attesté sous les formes Demolt villa en 1066 (copie XIIe siècle, Fauroux 231) ; Dumoldi villa en 1082 (Lucien Musset, Abbayes caennaises 8) ; Demouvilla en 1126 ; Dumovilla en 1195 (AC, H 294) ; Dumouvilla en 1196 (AC, H 7803),,.
Il s'agit d'une formation toponymique médiévale en -ville au sens ancien de « domaine rural » précédé d'un anthroponyme,, selon le cas général.
Albert Dauzat cite le nom de personne germanique Domoald et Ernest Nègre prend un nom analogue en le latinisant Domaldus, hypothèse suivie par François de Beaurepaire,. En revanche, il n'y a aucune raison de supposer un nom norrois ou francique *Dormwald qui comporte un élément *Dorm- inexistant en germanique et qui, de plus, ne correspond pas aux attestations anciennes.
Remarque : il existe un nom de personne norrois Dómaldr, variante Dómaldi. Homonymie avec l'anthroponyme contenu dans Mondemoult (Mayenne, Le Genest-Saint-Isle, Montdomolt 1200).

## Politique et administration

### Administration municipale
| Période                                  | Période        | Identité                  | Étiquette | Qualité                                                                 |
| ---------------------------------------- | -------------- | ------------------------- | --------- | ----------------------------------------------------------------------- |
| Les données manquantes sont à compléter. |                |                           |           |                                                                         |
| ?                                        | mars 1959      | M. Catto                  |           |                                                                         |
| mars 1959                                | mars 1965      | Alfred Cassigneul         |           |                                                                         |
| mars 1965                                | mars 1977      | Maurice Denis             |           | Instituteur                                                             |
| mars 1977                                | mars 2001      | Michel Basley             | DVG       | Instituteur puis directeur d'école                                      |
| mars 2001                                | mars 2014      | Cyrille Laville           | PS        | Retraité de la Sécurité sociale                                         |
| mars 2014                                | juillet 2020   | Martine Françoise-Auffret | DVG       | Retraitée de l'Éducation nationale                                      |
| juillet 2020                             | septembre 2023 | Ludovic Robert            | DVC       | Consultant en informatique Conseiller départemental de Troarn (2021 → ) |
| septembre 2023                           | En cours       | Cédric Cassigneul         | SE        | Agriculteur, ancien adjoint (2020 → 2023)                               |

### Jumelages
Démouville est jumelée avec Sandford (Devon, Royaume-Uni), Zásada (Tchéquie) et Wesendorf (Allemagne).

## Population et société

### Démographie
L'évolution du nombre d'habitants est connue à travers les recensements de la population effectués dans la commune depuis 1793. Pour les communes de moins de 10 000 habitants, une enquête de recensement portant sur toute la population est réalisée tous les cinq ans, les populations de référence des années intermédiaires étant quant à elles estimées par interpolation ou extrapolation. Pour la commune, le premier recensement exhaustif entrant dans le cadre du nouveau dispositif a été réalisé en 2008.
En 2022, la commune comptait 3 017 habitants, en évolution de −5,98 % par rapport à 2016 (Calvados : +1,58 %, France hors Mayotte : +2,11 %).
| 1793 | 1800 | 1806 | 1821 | 1831 | 1841 | 1846 | 1851 | 1856 |
| ---- | ---- | ---- | ---- | ---- | ---- | ---- | ---- | ---- |
| 402  | 413  | 447  | 482  | 463  | 509  | 518  | 523  | 522  |

| 1861 | 1866 | 1872 | 1876 | 1881 | 1886 | 1891 | 1896 | 1901 |
| ---- | ---- | ---- | ---- | ---- | ---- | ---- | ---- | ---- |
| 528  | 497  | 483  | 450  | 446  | 414  | 396  | 385  | 377  |

| 1906 | 1911 | 1921 | 1926 | 1931 | 1936 | 1946 | 1954 | 1962 |
| ---- | ---- | ---- | ---- | ---- | ---- | ---- | ---- | ---- |
| 371  | 389  | 513  | 530  | 534  | 550  | 479  | 617  | 788  |

| 1968  | 1975  | 1982  | 1990  | 1999  | 2006  | 2008  | 2013  | 2018  |
| ----- | ----- | ----- | ----- | ----- | ----- | ----- | ----- | ----- |
| 1 045 | 1 373 | 2 165 | 2 495 | 3 052 | 3 143 | 3 164 | 3 281 | 3 169 |

| 2022  | - | - | - | - | - | - | - | - |
| ----- | - | - | - | - | - | - | - | - |
| 3 017 | - | - | - | - | - | - | - | - |

### Enseignement
Démouville dispose d'une école primaire (maternelle et élémentaire).

## Économie
Le parc d'activités Le Clos Neuf, situé au bord de l'autoroute A13 au sud de la commune, accueille des établissements de formation ainsi que divers commerces et lieux de loisirs comme un karting ou une jardinerie. En 2015, la biscuiterie Jeannette y établit son siège social et son usine de madeleines.

## Lieux et monuments
- Église Notre-Dame du XIIIe et XIVe siècles qui fait l'objet d'une inscription au titre des monuments historiques depuis le 4 octobre 1932[39].

Dans l'église, on peut voir une toile du XVIIe siècle représentant la mise au tombeau. Initialement attribuée à Taddeo Zuccaro (1529-1566), elle est en fait une copie de l'artiste flamand Bartholomeus Spranger exécutée par Hendrick Goltzius (1558-1617).

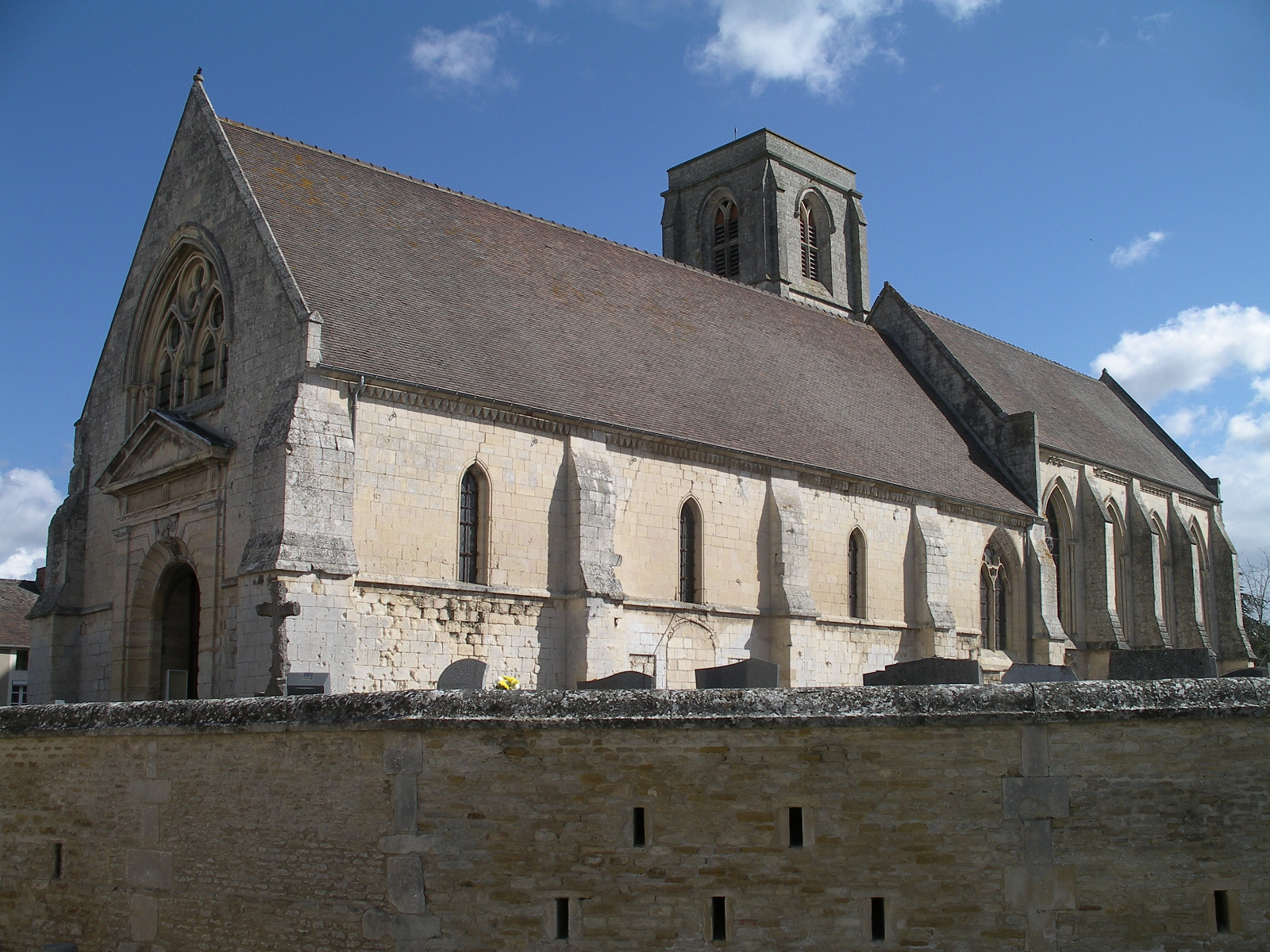
L'église Notre-Dame.
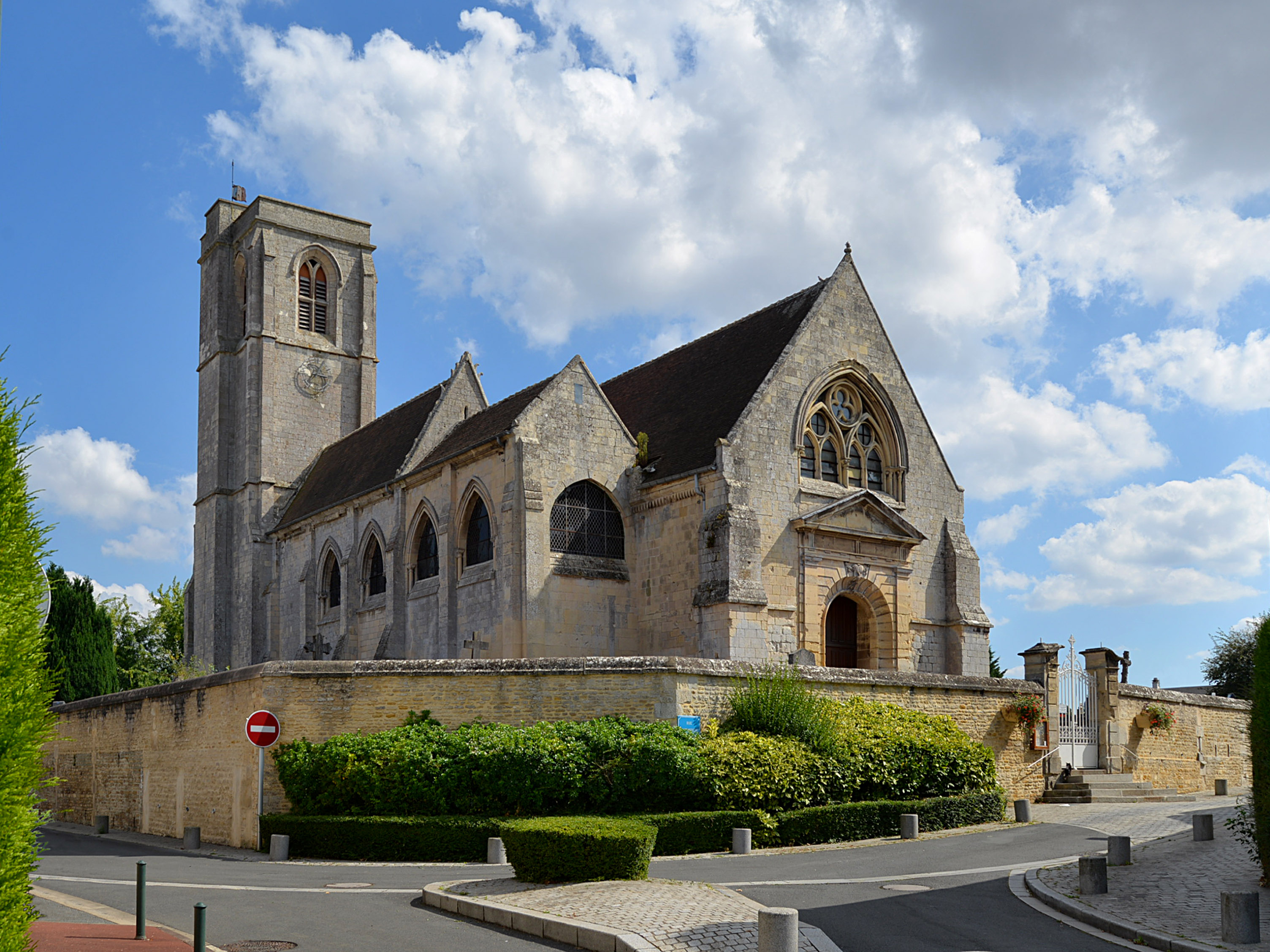
L'église Notre-Dame.
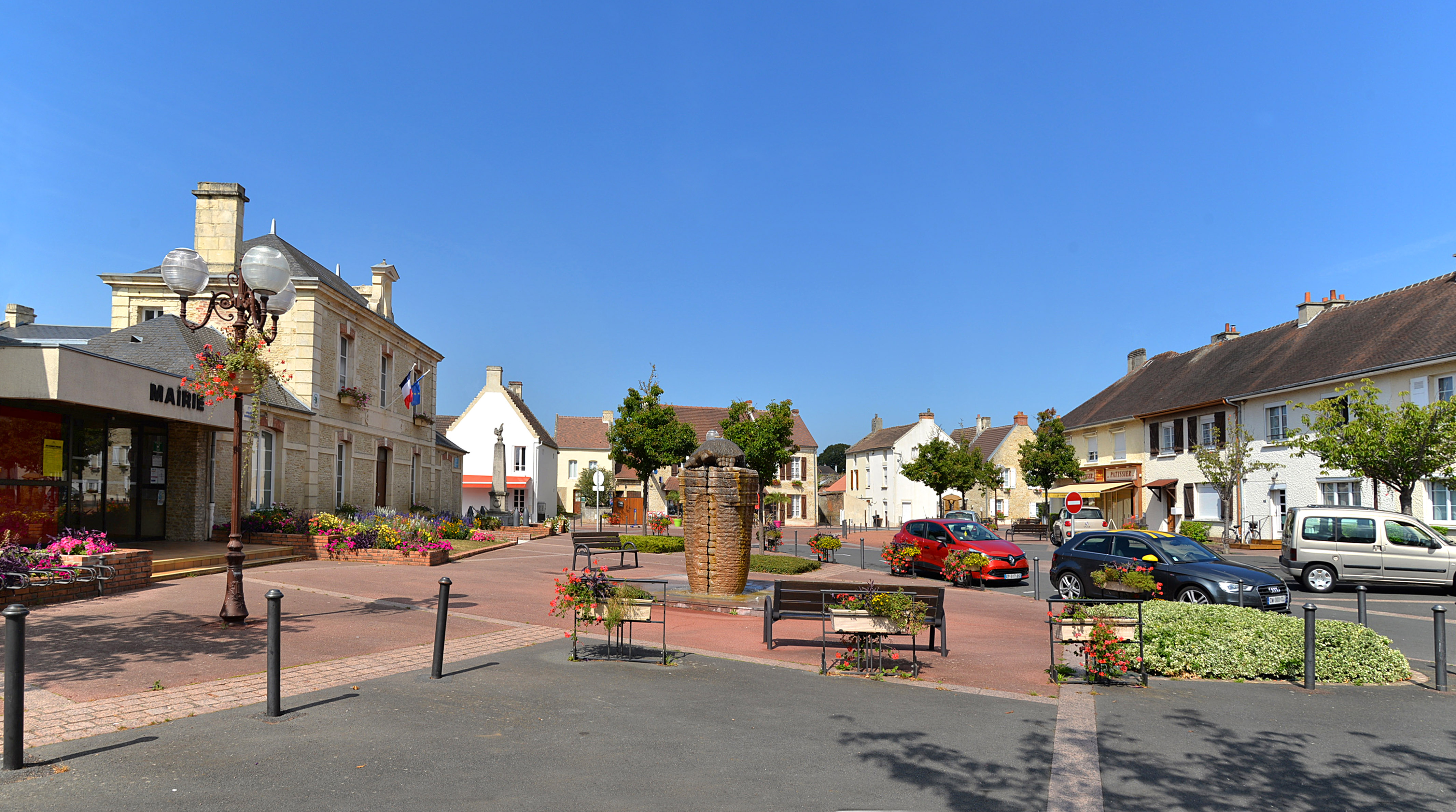
La place de la mairie.

## Personnalités liées à la commune
- François Antoine Bonnet (1749 à Démouville-1801), général de brigade de la Révolution française.

### Héraldique
|  | Les armoiries de Démouville se blasonnent ainsi : Tiercé en fasce : au 1er de gueules au léopard d'or, chaperonné-voûté d'argent, au 2e tiercé en pal, au I d'argent à la nuée d'azur mouvant du chef et de dextre et à la colombe contournée d'argent brochant sur le tout, soutenue d'une maison d'argent couverte de gueules sur une terrasse d'or, au II d'argent à quatre épis empoignés au naturel, l'un retombant en bande, au III d'azur au pignon d'engrenage d'argent denté intérieurement, rempli d'or, bordé de sable et enclenché à un autre du même plus petit décalé vers senestre, au 3e de gueules au léopard d'or. Les deux léopards d'or sur champ de gueules rappellent les armes de la Normandie. |